# Савкові
Савкові (Oxyurinae) — підродина птахів родини Качкові (Anatidae). Більшість її представників мають довге, жорстке пір'я на хвості, яке підняте, коли птах знаходиться в стані спокою, а також відносно великі, роздуті дзьоби. Вони незграбно пересуваються по суші, тому більшість часу проводять на воді. Хоча їхні стосунки у середині родини суперечливі, мабуть, вони є ближчими до гусей (підродина Anserinae), ніж до типових качок (підродина Anatinae). Підродина поширена по всьому світі, але найбільша різноманітна у теплих районах Північної та Південної Америки.

## Класифікація
У підродину включають один рід з 5 сучасними видами і 3 монотипні роди:
- Сіра савка (Biziura)
- Чорноголова качка (Heteronetta)
- Маскова савка (Nomonyx)
- Савка (Oxyura)

Heteronetta нагадує типових качок з коротким хвостом і нормальним дзьобом. Nomonyx займає, скоріше, проміжне положення; рід, ймовірно, відхилився від загального предка дещо пізніше за Heteronetta.
Biziura включена до складу підродини за своєрідний зовнішній вигляд і виражений статевий диморфізм; систематичне положення точно не визначено, сильно відхиляється від інших груп. Її анатомія подібна більше до Oxyura, ніж до представників двох інших родів, але все ж унікальна в багатьох відносинах. Дані досліджень послідовності цитохроми b мтДНК передбачає близкіші стосунки з родом Malacorhynchus, що, якщо це достовірно, може стати одним з найзначніших випадків дивергентної адаптації в ряді гусеподібних. Очевидно, що Biziura не є одним з видів  Oxyura , вони, скоріше є близькородинними групами, дуже подібними за внутрішньою будовою. Ці дві групи, ймовірно, є частиною дуже давньої радіації водоплавних Гондвани, включаючи такі форми як Cereopsis, Coscoroba, Stictonetta або Nettapus, які раніше поміщалися у підродину Oxyurinae. Але точні відносини між цими групами залишаються невивченими. Наприклад, африканські Thalassornis мають спільні риси з Oxyura, але це також може бути випадком конвергентної еволюції.
Відомо один викопний рід савкових — Tirarinetta з пліоцену Австралії і кілька вимерлих видів з сучасних родів. Три роди водоплавних птахів, Mionetta з пізнього олігоцену та середнього міоцену Центральної Європи, Dunstanetta і Manuherikia з міоцену Нової Зеландії, мають деяку схожість з савками. Проте, найімовірніше, вони відносяться до Dendrocheninae.